# Jeenyo United Football Club
El Jeenyo United Football Club és un club de Somàlia de futbol de la ciutat de Mogadiscio.
El club va ser fundat el 1948 com a SC Genio Officina. Molts dels jugadors venien de la Societa' Calcio Mogadiscio i Amaruini. La temporada 1953-54 adoptà el nom Lavori Publici. L'any 1990 desaparegué, essent reviscolat l'11 de març de 2012.

## Palmarès
- Lliga somali de futbol:[4]
  - 1952, 1959-60, 1969, 1970, 1971, 1980-81
- Copa somali de futbol:[5]
  - 1977, 1980, 2014, 2016
- Supercopa somali de futbol:
  - 2014